# Avarščina
Avarščina (avar. магIарул мацI) je jezik kavkaških Avarcev. Govori se predvsem na območju Dagestana in drugje v Rusiji, tudi v Azerbajdžanu, Gruziji in Turčiji. Spada v dagestansko podskupino severovzhodne skupine kavkaških jezikov.
Število govorcev avarščine je ocenjeno na vsaj 715 tisoč - na vseruskem popisu prebivalstva leta 2010 je avarščino kot materni jezik navedlo 715.297 ljudi. Poleg Avarcev jo kot občevalni jezik govorijo tudi pripadniki drugih narodov in etničnih skupin v Dagestanu, predvsem tistih skupin, ki niso razvile lastnih knjižnih jezikov.
Knjižni jezik je osnovan na tako imenovanem bolmacu (avar. болмац), nadnarečni normi, ki se je spontano izoblikovala med pripadniki različnih avarskih narečij za medskupinsko sporazumevanje. Prav v tej jezikovni različici je nastalo največ ustnega slovstva. Začetki pisane tradicije segajo v 15. stoletje, ko so verska besedila začeli zapisovati v arabski pisavi. Od 16. stoletja so začeli zapisovati tudi številna posvetna besedila, med drugim ljudske pesmi, pravljice, pripovedi. Zavzemanje za ustvaritev sodobne knjižne avarščine se je začelo konec 19. stoletja, vendar bolj pospešen razvoj zasledimo šele v 20. letih 20. stoletja. V tem času so avarski pisci uporabljali latinsko abecedo, šele leta 1938 je sovjetska oblast uradno uvedla cirilico.
Sodobna avarščina spada med najbolj razvite knjižne jezike Dagestana, kjer je poleg nje uradnih še pet jezikov. V njej objavljajo dnevnike, leposlovje in celo znanstvena dela (predvsem o avarski tematiki). V Dagestanu je poučevanje avarščine kot eden predmetov prisotno od osnovnih, preko srednjih vse do višjih šol. Pouk ostalih predmetov poteka praviloma v ruščini. V dagestanskem glavnem mestu Mahačkala deluje Avarsko narodno gledališče.
Poleg materinščine večina Avarcev tekoče obvlada tudi ruščino, ki je uradni jezik na celotnem ozemlju Ruske federacije.